# Писперс, Фолкер
Фолкер Писперс (нем. Volker Pispers, родился 18 января 1958 года, Мёнхенгладбах, ФРГ) — немецкий сатирик, который хорошо известен своей политической сатирой. Его комический стиль включает в себя резкие, а иногда и саркастические комментарии о текущих событиях, особенно о политической ситуации в Германии и внешней политике США после терактов 11 сентября, о войнах в Ираке и Афганистане.

## Биография
Писперс родился 18 января 1958 года в западногерманском городе Райдт (сейчас в составе города Мёнхенгладбах), земля Северный Рейн-Вестфалия. После получения аттестата зрелости Писперс переехал в Бонн, а затем Мюнстер, где он изучал такие дисциплины, как англистика, теология и педагогика. С 1979 по 1980 год он работал в Англии в качестве помощника преподавателя иностранного языка.
После возвращения в Германию в 1990 году он стал членом ансамбля Kom(m)ödchen в Дюссельдорфе, а затем его художественным руководителем. Тем не менее, в 1991 году он отказался от этой должности, чтобы совершить поездку по Германии со своими сольными программами. В течение 1990-х годов он получил ряд наград и стал известной фигурой в немецкой политической сатире.
В 2002 году он впервые отправился в турне со своей программой …bis neulich («… до встречи!»). Этот тур был чрезвычайно успешным и сделал Писперса гораздо более популярным, особенно в связи с его резкой критикой администрации Джорджа Буша младшего и войны в Ираке.
В настоящее время живёт в районе Дюссельдорф-Оберкассель в городе Дюссельдорф (Германия, федеральная земля Северный Рейн-Вестфалия).

## Работы

### Книги
- 1996: Volkerkunde
- 2001: Gefühlte Wirklichkeiten
- 2003: Volkerkunde (Anniversary Edition)

### CD
- 1995: Frisch gestrichen
- 1996: Ein Wort ergab das andere
- 1999: Damit müssen Sie rechnen (2 CDs)
- 2000: Update 2000 — Damit müssen Sie rechnen (2 CD)
- 2002: … bis neulich (2 CDs)
- 2004: … bis neulich 2004 … aktualisierte Fassung (2 CD)
- 2007: Kabarett Sampler: 3. Politischer Aschermittwoch (2 CD)
- 2007: … bis neulich 2007… live in Bonn (2 CDs)
- 2009: Volker Pispers live 2009 (2 CDs)
- 2010: … bis neulich 2010 … aktualisierte Fassung (2 CD)
- 2012: … live 2012 (2 CDs)
- 2014: … bis neulich 2014 (2 CDs)
- 2016: … bis neulich — Der letzte Abend (2 CDs)

### DVD
- 2004: live in Berlin. … bis neulich (живой концерт в Берлине)
- 2007: … bis neulich 2007… live in Bonn
- 2010: … bis neulich 2010
- 2014: … bis neulich 2014